# Mezjda
Mezjda (bulgariska: Межда) är ett distrikt i Bulgarien.   Det ligger i kommunen obsjtina Tundzja och regionen Jambol, i den centrala delen av landet, 240 km öster om huvudstaden Sofia.
Trakten runt Mezjda består till största delen av jordbruksmark. Runt Mezjda är det ganska glesbefolkat, med 24 invånare per kvadratkilometer.